# مایک هریس (کورلر)
مایک هریس (انگلیسی: Mike Harris؛ زادهٔ ۹ ژوئن ۱۹۶۷) ورزشکار کرلینگ، و گلف‌باز اهل کانادا است.